# Pontours
Pontours é uma comuna francesa na região administrativa da Nova Aquitânia, no departamento Dordonha. Estende-se por uma área de 6,68 km². Em 2010 a comuna tinha 195 habitantes (densidade: 29,2 hab./km²).